# Грац (Пенсільванія)
Грац (англ. Gratz) — місто (англ. borough) в США, в окрузі Дофін штату Пенсільванія. Населення — 743 особи (2020).

## Географія
Грац розташований за координатами 40°36′26″ пн. ш. 76°42′57″ зх. д. / 40.60722° пн. ш. 76.71583° зх. д. (40.607322, -76.715719).  За даними Бюро перепису населення США в 2010 році місто мало площу 7,64 км², уся площа — суходіл.

## Демографія
Згідно з переписом 2010 року, у селищі мешкало 765 осіб у 320 домогосподарствах у складі 214 родин. Густота населення становила 100 осіб/км².  Було 346 помешкань (45/км²).
Расовий склад населення:
| - 97,0 % — білих - 0,9 % — азіатів - 0,5 % — чорних або афроамериканців |

До двох чи більше рас належало 0,8 %. Частка іспаномовних становила 1,4 % від усіх жителів.
За віковим діапазоном населення розподілялося таким чином: 22,2 % — особи молодші 18 років, 54,5 % — особи у віці 18—64 років, 23,3 % — особи у віці 65 років та старші. Медіана віку мешканця становила 43,7 року. На 100 осіб жіночої статі у селищі припадало 94,2 чоловіків;  на 100 жінок у віці від 18 років та старших — 96,4 чоловіків також старших 18 років.
Середній дохід на одне домашнє господарство  становив 54 388 доларів США (медіана — 45 486), а середній дохід на одну сім'ю — 64 807 доларів (медіана — 55 313). За межею бідності перебувало 9,8 % осіб, у тому числі 10,1 % дітей у віці до 18 років та 6,9 % осіб у віці 65 років та старших.
Цивільне працевлаштоване населення становило 320 осіб. Основні галузі зайнятості: виробництво — 35,6 %, освіта, охорона здоров'я та соціальна допомога — 14,7 %, будівництво — 12,2 %.